# Leonard Berkowitz
Leonard „Len“ Berkowitz (* 11. August 1926; † 3. Januar 2016 in Madison, Wisconsin) war ein US-amerikanischer Sozialpsychologe, der sich mit menschlichen Aggressionen beschäftigte.

## Leben und Arbeit
Seinen Ph.D. in Psychologie erhielt er 1951 von der University of Michigan.
Berkowitz nutzte einen kognitiv-neoassoziationistischen Ansatz. 1974 stellte er seine Frustrations-Fixierungs-Hypothese (eine Weiterentwicklung der Frustrations-Aggressions-Hypothese) vor. Er unterscheidet hier zwischen instrumenteller und impulsiver Aggression.
1993 wurde Berkowitz in die American Academy of Arts and Sciences aufgenommen. Zuletzt war er Vilas Research Professor Emeritus im Fachbereich Psychologie an der University of Wisconsin–Madison.

## Werke
- Grundriß der Sozialpsychologie. Anwendungsbereiche der Sozialpsychologie. Juventa Verlag GmbH (August 1986), ISBN 3-7799-0305-9
- Causes and Consequences of Feelings (Studies in Emotion and Social Interaction). Cambridge University Press (25. April 2012), ISBN 0-521-63363-X